# Římskokatolická farnost Libouchec
Římskokatolická farnost Libouchec (lat. Königswalda) je církevní správní jednotka sdružující římské katolíky na území obce Libouchec a v jejím okolí. Organizačně spadá do ústeckého vikariátu, který je jedním z 10 vikariátů litoměřické diecéze.

## Historie farnosti
Již v roce 1357 byla v lokalitě plebánie. Matriky jsou vedeny od roku 1654. Od roku 1832 zde byla lokálie. Farnost byla kanonicky zřízena v roce 1849.

### Duchovní správcové vedoucí farnost
Začátek působnosti jmenovaného v duchovní správě farnosti od:
- 1675 Tobias Hübner
- 1681 J.J. Mudroch
- 1782 Christoph. Pfützner
- 1799 Vinc. Nicolai, n. 16. 10. 1749 Děčín, o. 2. 6. 1776, † 12. 11. 1833
- 1835 Jos. Kalubner, n. 15. 8. 1788 Rischens, o. 22. 8. 1815
- 1847 Franc. Scheiter, n. 25. 12. 1795 H. Jiřetín, o. 24. 8. 1820, † 7. 1. 1861
- 1862 Guil. Kessler, n. 21. 9. 1820 Neuohlisch, o. 25. 7. 1845, † 27. 8. 1888
- 1872 Car. Wettengl, n. 16. 2. 1807 Stranic, o. 5. 8. 1831, † 30. 4. 1897
- 1873 Franc. Focke, n. 20. 9. 1825 Žežice, o. 25. 7. 1851, † 12. 11. 1896
- 1896 Franc. Wolf, n. 22. 7. 1835 Litoměřice, o. 26. 7. 1858, † 6. 6. 1916
- 1904 Jos. Usler, n. 2. 3. 1866 Litoměřice, o. 16. 5. 1889, † 17. 8. 1938
- 1911 Franc. Fischer, n. 4. 7. 1865 Č. Kamenice, o. 16. 5. 1889, † 3. 8. 1942
- 1937 Franc. Eiselt, n. 15. 11. 1904 Oberhennersdorf, o. 29. 6. 1929
- 1. 11. 1945 Joann. Pilz
- 27. 9. 1946 Karel Kvítek
- 23. 6. 1948 Ludovicus Mathias Urbánek
- 1. 1. 1952 Ladislav Vybíral
- 1. 7. 1954 Jaroslav Huslík
- 1. 10. 1958 Josef Schwarz
- 1. 8. 1961 Ferdinand Mánek
- 8. 11. 1961 Jan Pohl
- 15. 3. 1965 Benno Rössler, admin. exc.
- 15. 2. 1978 Jiří Kabát, CSsR., admin. exc. z Jílového u Děčína
- 1. 1. 1983 Josef Faltejsek
- 1. 7. 1986 Richard Kavan
- 1. 7. 1988 Milan Matfiak
- 1. 11. 1989 Jan Bahník
- 1. 11. 1990 František Jirásek
- 15. 8. 1991 Viktor Maretta
- 1. 2. 1992 Antonín Sporer
- 1. 7. 1999 Pavel Jančík
- 1. 7. 2002 Miroslav Šimáček, admin. exc. z Ústí nad Labem
- 15. 7. 2025 Martin Davídek, admin. exc. z Ústí nad Labem[3]

Kromě kněží stojících v čele farnosti, působili ve farnosti v průběhu její historie i jiní kněží. Většinou pracovali jako farní vikáři, kaplani, katecheté, výpomocní duchovní aj.

## Území farnosti
Do farnosti náleží území těchto obcí:
- Libouchec (Königswald[p 2])
- Horní Les (Oberwald[p 2])

## Římskokatolické sakrální stavby a místa kultu na území farnosti
| | Fotografie | Stavba             | Místo     | Bohoslužby                      | Zeměpisné souřadnice            | Status       | Číslo kulturní památky                      |
| Kostel | Kostel     | Kostel             | Kostel    | Kostel                          | Kostel                          | Kostel       | Kostel                                      |
| --- | ---------- | ------------------ | --------- | ------------------------------- | ------------------------------- | ------------ | ------------------------------------------- |
| 1. |            | Kostel Tří králů   | Libouchec | bližší informace o bohoslužbách | 50°45′39″ s. š., 14°2′36″ v. d. | farní kostel | 43635/5-193 (Pk•MIS•Sez•Obr•WD) (Q21102642) |
| Kaple |            |                    |           |                                 |                                 |              |                                             |
| 2. |            | Kaple sv. Antonína | Libouchec | bližší informace o bohoslužbách | 50°45′40″ s. š., 14°3′27″ v. d. | obecní kaple | 42552/5-195 (Pk•MIS•Sez•Obr•WD) (Q21102649) |
| Některé drobné sakrální stavby a pamětihodnosti lze dohledat zde v databázi Drobné sakrální památky Zaniklé sakrální stavby lze dohledat zde v databázi Poškozené a zničené kostely, kaple a synagogy v České republice |            |                    |           |                                 |                                 |              |                                             |

Ve farnosti se mohou nacházet i další drobné sakrální stavby, místa římskokatolického kultu a pamětihodnosti, které neobsahuje tato tabulka.

## Příslušnost k farnímu obvodu
Z důvodu efektivity duchovní správy byl vytvořen farní obvod (kolatura) farnosti Ústí nad Labem, jehož součástí je i farnost Libouchec, která je tak spravována excurrendo.